# Javier Hernández (ur. 1961)
Javier "Chícharo" Hernández Gutiérrez (ur. 1 sierpnia 1961 w Tototlán) – meksykański piłkarz występujący na pozycji napastnika, pomocnika i obrońcy.
Jest zięciem Tomása Balcazára i ojcem Javiera Hernándeza, również piłkarzy.

## Kariera klubowa
Hernández jest wychowankiem zespołu Tecos UAG z siedzibą w mieście Guadalajara. Do treningów seniorskiej drużyny został włączony przez urugwajskiego trenera Héctora Núñeza jako dwudziestolatek i w meksykańskiej Primera División zadebiutował 25 października 1981 w zremisowanym 0:0 spotkaniu z Cruz Azul. Premierowego gola w najwyższej klasie rozgrywkowej strzelił za to 19 września 1982 w przegranej 3:4 konfrontacji z Atlante. Początkowo pełnił rolę rezerwowego, jednak już podczas sezonu 1982/1983 wywalczył sobie pewne miejsce w wyjściowej jedenastce i podstawowym zawodnikiem pozostał aż do czasu swojego odejścia z klubu. Po ośmiu latach regularnej gry w Tecos, nie odnosząc jednak większego sukcesu, przeszedł do zespołu Puebla FC, którego barwy reprezentował przez dwa lata i gdzie został przekwalifikowany z napastnika na pomocnika. W sezonie 1989/1990 zdobył z Pueblą pierwszy w karierze tytuł mistrza Meksyku, będąc jednym z ważniejszych zawodników drużyny. W tym samym roku triumfował także z ekipą prowadzoną przez Manuela Lapuente w rozgrywkach krajowego pucharu – Copa México, a także superpucharu – Campeón de Campeones.
Latem 1991 Hernández powrócił do Guadalajary, gdzie podpisał umowę z ekipą Club Atlas. Jego zawodnikiem był przez rok, po czym powrócił do swojej macierzystej drużyny Tecos UAG. Tutaj z kolei zaczął występować na pozycji obrońcy, na której pozostał już do końca piłkarskiej kariery. W sezonie 1993/1994 zdobył z Tecos historyczne, pierwsze w historii klubu mistrzostwo Meksyku. Ogółem barwy zespołu reprezentował przez jedenaście lat i jest uznawany za jednego z najważniejszych piłkarzy w historii klubu, zdobywając dla niego 50 bramek w 319 ligowych spotkaniach. W lipcu 1995 podpisał umowę z Monarcas Morelia, gdzie z kolei występował przez cztery lata, z czego przez trzy sezony w roli podstawowego gracza, jednak nie odniósł z tą drużyną większych sukcesów. Profesjonalną karierę piłkarską zakończył w wieku 38 lat.

## Kariera reprezentacyjna
W 1979 roku Hernández został powołany przez szkoleniowca José Moncebáeza do reprezentacji Meksyku U-20 na Młodzieżowe Mistrzostwa Świata w Japonii. Tam wystąpił we wszystkich trzech spotkaniach swojej drużyny, z czego w dwóch w wyjściowej jedenastce, natomiast jego kadra zanotowała dwa remisy i porażkę, ostatecznie odpadając z turnieju już w fazie grupowej.
W seniorskiej reprezentacji Meksyku Hernández zadebiutował za kadencji serbskiego selekcjonera Bory Milutinovicia, 15 marca 1983 w wygranym 1:0 meczu towarzyskim z Kostaryką. Pierwszą bramkę w kadrze narodowej strzelił 16 sierpnia 1984 w wygranym 3:0 sparingu z Finlandią. W 1986 roku znalazł się w ogłoszonym przez Milutinovicia składzie na Mistrzostwa Świata w Meksyku, gdzie nie rozegrał jednak ani jednego meczu, a jego drużyna, pełniąca rolę gospodarzy, zakończyła swój udział w światowym czempionacie na ćwierćfinale. Cztery lata później był bliski powołania na Mistrzostwa Świata we Włoszech, lecz ostatecznie meksykański zespół nie wziął w nich udziału, będąc zdyskwalifikowanym przez FIFA. Ogółem swój bilans reprezentacyjny Hernández zamknął na czterech golach w 28 spotkaniach.

## Kariera trenerska
Zaraz po zakończeniu kariery piłkarskiej Hernández rozpoczął pracę jako szkoleniowiec, głównie w roli asystenta. Funkcję tę pełnił najpierw w latach 1999–2000 w drużynie Monarcas Morelia, później w latach 2003–2004 w swoim macierzystym Tecos UAG, jesienią 2004 ponownie w Morelii, za to w latach 2005–2008 znów był członkiem sztabu szkoleniowego kilku trenerów Tecos. W połowie 2009 roku został pierwszym trenerem trzecioligowej drużyny Chivas Rayadas, pełniącej funkcję rezerw pierwszoligowego Chivas de Guadalajara. Jej szkoleniowcem pozostawał przez kolejne dwanaście miesięcy, natomiast w czerwcu 2010 zrezygnował z powodu różnicy zdań z zarządem Chivas, który nie pozwolił mu na kilkutygodniowy wyjazd do RPA w związku z występem swojego syna na Mistrzostwach Świata 2010.